# Deutzia maximowicziana
Deutzia maximowicziana är en hortensiaväxtart som beskrevs av Tomitaro Makino. Deutzia maximowicziana ingår i släktet deutzior, och familjen hortensiaväxter. Inga underarter finns listade i Catalogue of Life.